# La Villa de Don Fadrique
La Villa de Don Fadrique – gmina w Hiszpanii, w prowincji Toledo, w Kastylii-La Mancha, o powierzchni 83,16 km². W 2011 roku gmina liczyła 4102 mieszkańców.